# Operation Backfire (2. verdenskrig)
 For alternative betydninger, se Operation Backfire. (Se også artikler, som begynder med Operation Backfire)
Operation Backfire (oprindelige titel: Learn to launch an aero–ballistic guided missile) var de vestallieredes hurtige adgang til teknisk viden om V2-raketterne umiddelbart efter Tysklands kapitulation i 1945. En af grundene til Operation Backfire var også at Sovjetunionen ikke skulle opnå viden om materialer og affyringsteknik af store raketter. Operationens højdepunkt var et britisk V2-raketaffyringsforsøg i oktober 1945 ved Cuxhaven.

## Gennemførelse
Fra hele Tyskland blev fundne byggedele, tre V2-raketter, tyske eksperter og krigsfanger transporteret til Cuxhaven. De cirka 600 involverede tyskere var kun villige til at samarbejde under betingelse af, at deres arbejde var offentligt ulykkesforsikret. De tyske soldaters status blev ændret til afvæbnede soldater fra en ikke mere eksisterende stat, og dermed ikke krigsfanger under Genevekonventionen. Alle involverede civilister fik status som embedsmænd.
Den til affyringstesten nødvendige affyringsrampe blev opført syd for Cuxhaven på det tidligere militære øvelsesterræn Altenwalde i den britiske besættelseszone. I dag er der kun en jordhøj og nogle bunkerrester tilbage.
Se også: Raketaffyringer i Cuxhaven

## Rapport
Efter få måneder udgav det daværende britiske krigsministerium "The War Office, London" en teknisk meget detaljeret og fotorig rapport.  
- Et fuldstændigt nyt våben med en hidtil ukendt mobilitet og usårlighed.
- Et teknisk fremskridt er at V2-raketterne under 2. verdenskrig havde en træfsikkerhed på 44 % inden for en radius af 10 km (baseret på 1.800 V2'ere affyret mod havnebyen Antwerpen).
- Den psykologiske virkning på fjenden var effektiv.
- Store militære udviklingsmuligheder, dermed også for civil udnyttelse af raketter (fx transatlantiske postraketter)
- Facit: Under alle omstændigheder må de vestallierede i fremtiden bestræbe sig på at videreudvikle raketteknikken.

## Raketopsendelser under Operation Backfire
| Dato             | Klokken | Flyvehøjde | Rækkevidde | Bemærkninger                                  |
| ---------------- | ------- | ---------- | ---------- | --------------------------------------------- |
| 2. oktober 1945  | 14:41   | 69,4 km    | 249,4 km   |                                               |
| 4. oktober 1945  | 14:16   | 17,4 km    | 24 km      | Raketmotor svigtede kort efter start.         |
| 15. oktober 1945 | 15:06   | 64 km      | 233 km     | Nogle kilder nævner også den 14. oktober 1945 |